# Anna Gieniuszenie
Anna Władimirowna Gieniuszenie z domu Aleksiejewa (ros. Анна Владимировна Генюшене (Алексеева); ur. 1 stycznia 1991 w Moskwie) – rosyjska pianistka, laureatka II nagrody w Międzynarodowym Konkursie Pianistycznym im. Van Cliburna w 2022.

## Biografia
W wieku siedmiu lat zadebiutowała w jednej z sal kameralnych Filharmonii Berlińskiej.  
W 2015 ukończyła Konserwatorium Moskiewskie, gdzie studiowała w klasie Jeleny Kuzniecowej. W 2018 ukończyła Królewską Akademię Muzyczną w Londynie, w klasie Christophera Eltona. 
Prowadziła w Moskwie festiwal NikoFestColection, poświęcony wspólnemu muzykowaniu. W 2020 nakładem LINN Records ukazała się jej debiutancka płyta z muzyką Prokofjewa i Rachmaninowa. 
W 2017 zdobyła III miejsce oraz nagrody specjalne w Międzynarodowym Konkursie Pianistycznym im. Ferruccio Busoniego. 
W 2022 zdobyła II nagrodę w Międzynarodowym Konkursie Pianistycznym im. Van Cliburna, a recenzent pisma Gramophone porównał jej grę z samym Van Cliburnem. 
W 2023 wystąpiła podczas Międzynarodowego Festiwalu Chopinowskiego w Dusznikach-Zdroju. 
Jej mężem jest Lukas Geniušas, laureat II nagrody na XVI Międzynarodowym Konkursie Pianistycznym im. Fryderyka Chopina. Często występują wspólnie. Po inwazji Rosji na Ukrainę w 2022 wraz z mężem i synem przeniosła się na Litwę. 